# Silbersee III (Haltern am See)

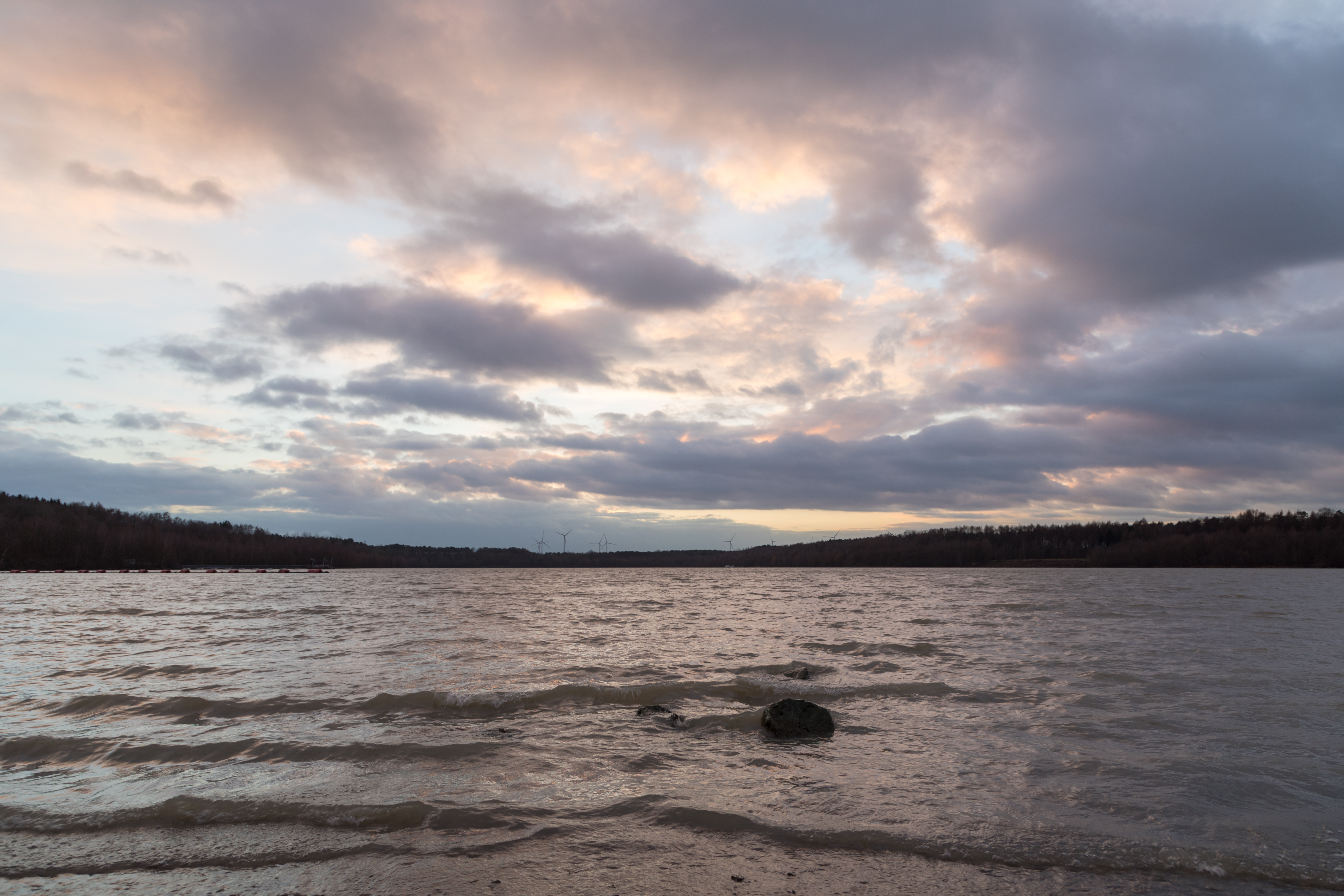
Silbersee III, 2017

Der Silbersee III ist ein Stillgewässer im Landschaftsschutzgebiet Silberseen und Schmaloer Heide bei Haltern am See. Er befindet sich östlich der Münsterstraße. Unweit entfernt befindet sich der 64 Meter hohe Vogelsberg. 
Der Silbersee ist als Naturschutzgebiet ausgewiesen. Ein Weg, der von Joggern und Radfahrern oft frequentiert wird, umrundet ihn. Im Mai 2022 wurde der zu diesem Zeitpunkt mit 3 Megawatt größte schwimmende Solarpark in Deutschland eingeweiht.